# Treugeböhla
Treugeböhla ist ein Ortsteil der sächsischen Stadt Großenhain und liegt an der Nordgrenze des Landkreises Meißen.

## Geografie und Verkehrsanbindung
Treugeböhla liegt nördlich der Kernstadt Großenhain an der Einmündung der Kreisstraße K 8514 in die K 8582. Östlich verläuft die B 101 und südlich die B 98. Das 283 ha große Naturschutzgebiet Röderauwald Zabeltitz, das zum Naturraum Großenhainer Pflege gehört (siehe Liste der Naturschutzgebiete in Sachsen, NSG Nr. D 103), erstreckt sich südwestlich entlang der Großen Röder. Eine Buslinie verbindet Treugeböhla unter anderem mit Gröditz, Zabeltitz und Großenhain.
Direkte Nachbarorte Treugeböhlas sind Raden, Strauch und Zabeltitz.

## Geschichte

Treugeböhla auf einer geschichtlichen Karte des Kreises Liebenwerda (1910).

Treugeböhla wurde bereits 1284 zusammen mit einigen anderen Dörfern vom Naumburger Bischof an den Meißner Markgrafen verkauft. Später gehörte der Ort zur Herrschaft Zabeltitz und bis 1540 zur Pfarrkirche Zabeltitz. Danach ist der Ort bis 1924 nach Frauenhain eingepfarrt und besitzt einen eigenen Gottesacker (Friedhof), bevor er wieder endgültig 1924 zur Kirche Zabeltitz zurückkehrte.
Am 1. Januar 1973 wurde Treugeböhla mit Zabeltitz zu Zabeltitz-Treugeböhla vereinigt, wodurch Treugeböhla nicht mehr eine eigene Ortschaft war. Am 1. Januar 1994 erfolgte der Zusammenschluss der bis dahin selbständigen Gemeinden Zabeltitz-Treugeböhla, Görzig, Nasseböhla (mit Stroga), Skäßchen (mit Krauschütz, Skaup und Uebigau) und Strauch zur Gemeinde Zabeltitz, welche am 1. Januar 2010 nach einem Bürgerentscheid nach Großenhain eingemeindet wurde. Seitdem ist Treugeböhla wieder eine eigene Ortschaft.